# Kai Fotheringham
Kai Fotheringham (* 18. April 2003 in Larbert) ist ein schottischer Fußballspieler, der bei Dundee United in der Scottish Premiership unter Vertrag steht.

## Karriere

### Verein
Kai Fotheringham begann seine Karriere als Kind bei Dundee United. Im Juniorenbereich spielte er später zwischenzeitlich für den FC Falkirk und die Forth Valey Academy. Im Jahr 2017 kehrte er zurück nach Dundee. Er gab sein Debüt als Profi im Trikot von Dundee drei Jahre später am 7. Oktober 2020 bei einem 6:2-Sieg gegen Brechin City im schottischen Ligapokal. Sein Ligadebüt in der Scottish Premiership gab er am 27. Januar 2021 bei einer 1:5-Niederlage gegen St. Mirren. Fotheringham wurde im März 2021 an den schottischen Drittligisten Falkirk ausgeliehen, für den er bereits in seiner Jugend gespielt hatte. In elf Ligapartien blieb er ohne Tor, erzielte jedoch in der 2. Hauptrunde des schottischen Pokals gegen Arbroath das 2:1-Siegtor. Im Juli 2021 wurde Fotheringham an den Zweitligisten Raith Rovers weiterverliehen. Nachdem die Leihe im Oktober beendet wurde, ging es für ihn ab Februar 2022 für den Rest der Saison 2021/22 auf Leihbasis zu den Cove Rangers aus der dritten Liga. Mit den Rangers gewann er in der Liga die Meisterschaft und stieg in die zweite Liga auf. Danach kam er zurück nach Dundee.

### Nationalmannschaft
Kai Fotheringham spielte im Jahr 2016 einmal in der schottischen U16-Nationalmannschaft gegen Australien. Am 17. November 2023 debütierte er in der U21 bei einem 2:0-Auswärtssieg gegen Belgien in der Qualifikation für die U-21-Europameisterschaft 2025.